# 圣体主教座堂 (萨克拉门托)
萨克拉门托圣体主教座堂（Cathedral of the Blessed Sacrament）是罗马天主教萨克拉门托教区的主教座堂，位于美国加州首府萨克拉门托的市中心，11街和K街的交叉路口。
萨克拉门托圣体主教座堂是萨克拉门托的城市地标。萨克拉门托教区的范围，从萨克拉门托县的南部边缘，向北一直到俄勒冈州边境，拥有大约900,000名天主教徒，有99座教堂，分布在42,000平方英里的地区。萨克拉门托圣体主教座堂是密西西比河以西规模最大的老主教座堂。